# Jorge Pelicano

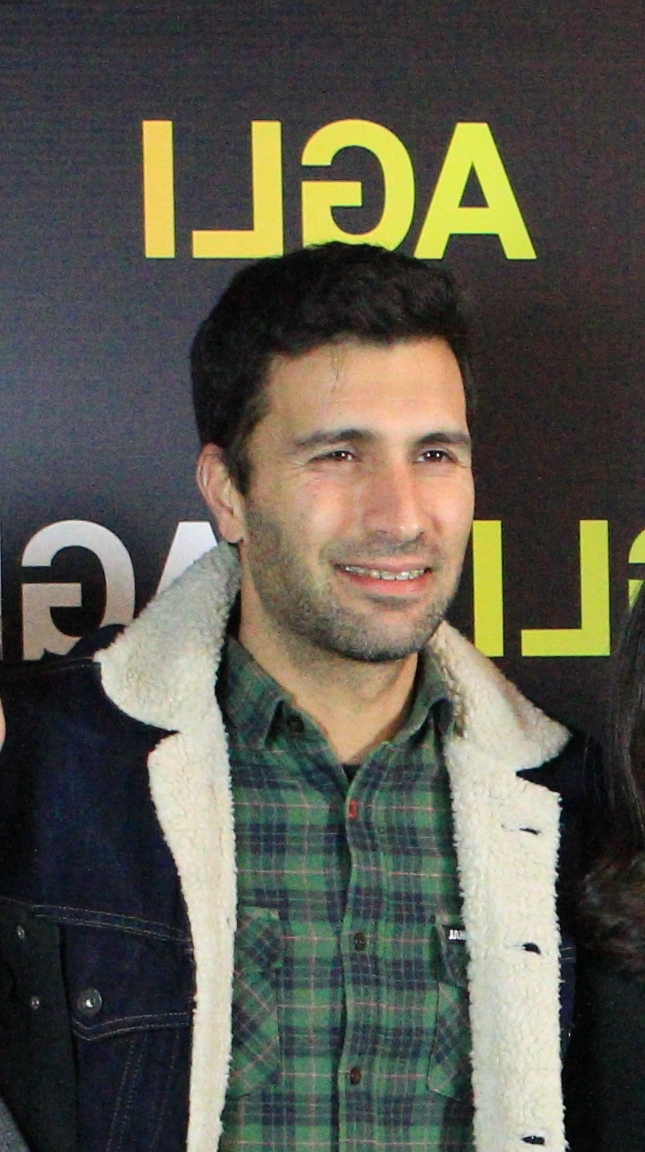
Jorge Pelicano bei der Verleihung der Rainbow Awards im Januar 2019

Jorge Pelicano (* 1977 in Figueira da Foz) ist ein portugiesischer Dokumentarfilmer und Fernsehkameramann.

## Leben
Pelicano studierte Kommunikation und Öffentlichkeitsarbeit am Polytechnischen Institut von Guarda und arbeitet an seinem Doktortitel an der Universität Coimbra. In erster Linie ist er Kameramann und Reporter, als freier Mitarbeiter bei zahlreichen Produktionen für den Fernsehsender SIC. Doch sein Name wurde in der Öffentlichkeit in Portugal erst durch seine auch im Fernsehen mehrmals gesendeten und als DVDs vertriebenen Dokumentarfilme bekannt. 
Seine Dokumentation Ainda Há Pastores? („Gibt es überhaupt noch Schäfer?“) über das harte Leben der Schäfer in der nahezu unberührten Natur der Serra da Estrela errang nach Erscheinen 2006 beim Doclisboa-Filmfestival 2009 zwei Preise und beim CineEco-Filmfestival in Seia drei. Insgesamt bekam der Film 14 nationale und internationale Preise, darunter mit dem Green Award in Turin den bedeutendsten Preis für Umweltfilme. Der Film erlebte, für einen Dokumentarfilm außergewöhnlich, ausverkaufte Kinosäle und hatte 3000 Besucher in den ersten Wochen.

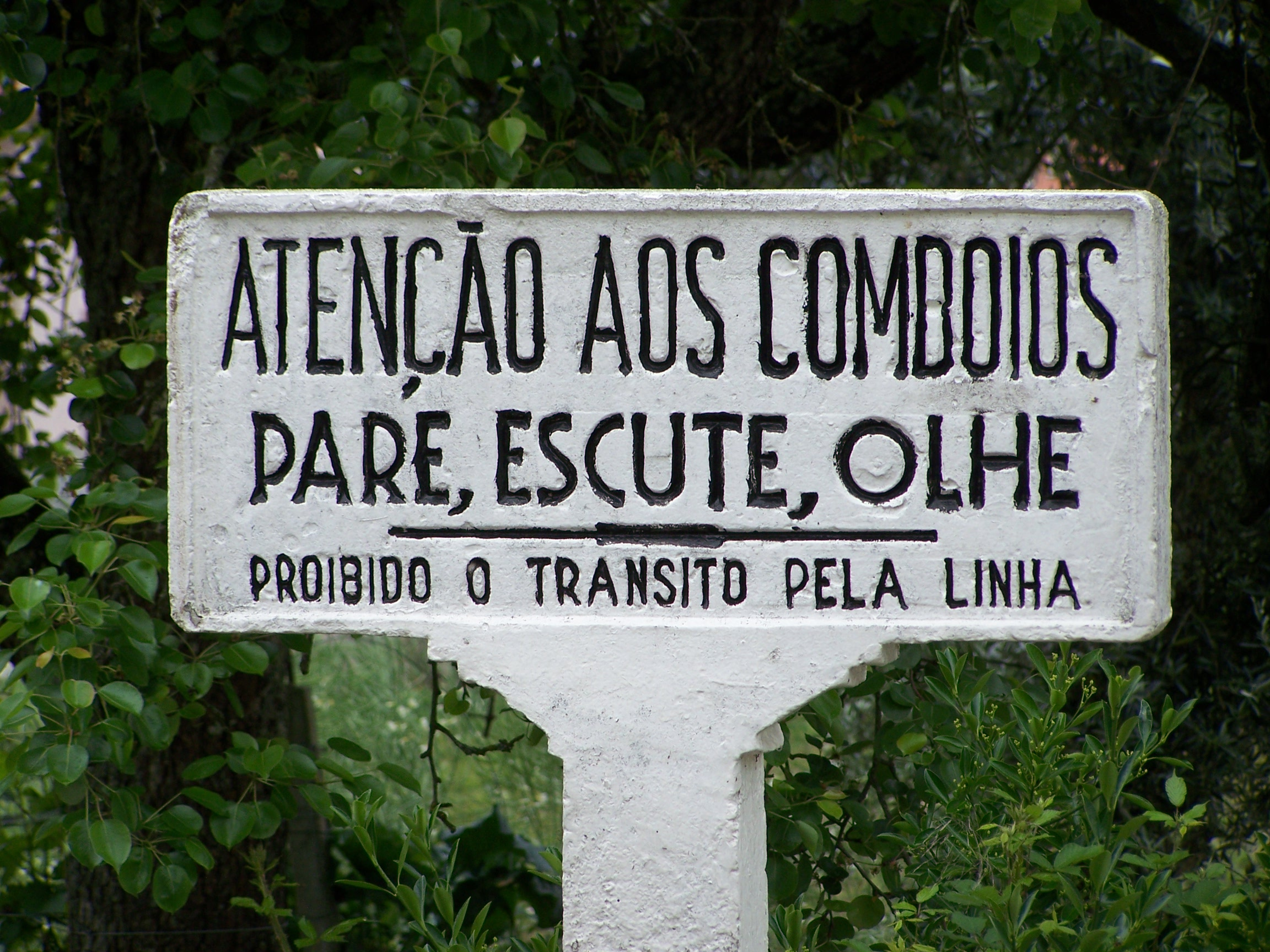

Auch sein nächster Film 2009 behandelte das entvölkerte Landesinnere und zeigte wieder beeindruckende Naturbilder, doch ist der Ton hier kämpferisch. Schon der Titel Pare, Escute, Olhe („Halte, Höre, Sehe“, ein altes, in Portugal standardmäßig an Bahnübergängen zur Vorsicht mahnendes Verkehrsschild) beinhaltet in seiner Doppeldeutigkeit einen Aufruf. Der Film dokumentiert das Verschwinden der Schmalspurbahn Linha do Tua in einer noch nahezu unberührten Natur und zeigt dabei sowohl die Geschichte und die verschiedenen Motivationen aller Beteiligten, als auch die Folgen für die zurückgehende und überalterte Bevölkerung des Einzugsgebietes. Auch dieser Film erringt Preise bei verschiedenen Festivals im In- und Ausland. Und auch beim Publikum erfährt der Film wieder großen Zuspruch und ist im ersten Halbjahr 2010 einer der meistgesehenen Filme in Portugal.
Für Pára-me De Repente o Pensamento (2014), ein Porträt einer Psychiatrie anhand des Schauspielers Miguel Borges, der sich dort auf eine Rolle vorbereitet, gewann er eine Reihe portugiesische Filmpreise, darunter den Prémio Sophia und mehrere Kategorien bei den Caminhos do Cinema Português.
Auch sein Dokumentarfilm Até Que o Porno Nos Separe von 2018 sorgte für Interesse. Der bewegende Film über die Suche der konservativen Eulália nach ihrem geliebten Ziehsohn, der als Fostter Riviera inzwischen ein erfolgreicher homosexueller Pornostar in Berlin geworden war, gewann eine Vielzahl internationaler Preise und lief mehrmals im zweiten Kanal des öffentlich-rechtlichen Fernsehens RTP.
2019 drehte er mit Tony eine Dokumentation über den populären Sänger Tony Carreira und seinen Entschluss, eine Karrierepause einzulegen.

## Filmografie
- 2006: Ainda Há Pastores?
- 2009: Pare, Escute, Olhe
- 2014: Pára-me De Repente O Pensamento
- 2015: The Last Analog Tree (Kurzfilm)
- 2018: Até Que o Porno Nos Separe
- 2018: 4 Caminhos para Fátima (Miniserie, 1 Folge)
- 2019: Tony
- 2022: Planeta A (Miniserie)